# Климашин, Александр Николаевич
Александр Николаевич Климашин — российский рэндзист, чемпион России 1997 года, дважды чемпион Европы (1995, 2000), трёхкратный победитель командного чемпионата мира в составе сборной России (2000, 2002, 2004).

## Биография
Неоднократный призёр чемпионатов России (бронза в 2002, 2003, 2006 годах), чемпион России 1997 года. Дважды выигрывал молодёжные первенства Европы в своей возрастной группе, в 1997, 1999, а также дважды становился чемпионом Европы среди взрослых, в 1995 и 2000 годах. В 1997 году выступал в финальной части чемпионата мира по рэндзю, заняв 11 место.